# Nesobasis campioni
Nesobasis campioni là một loài chuồn chuồn kim trong họ Coenagrionidae.
Nesobasis campioni được Tillyard miêu tả khoa học năm 1924.